# Санта-Мария-дей-Кармини (Венеция)
Санта-Мария-дей-Кармини, Санта-Мария-дель-Кармело, или просто Кармини (итал. La chiesa di Santa Maria dei Carmini, Santa Maria del Carmelo o i Carmini) — католическая церковь в квартале Дорсодуро на площади Кампо-деи-Кармини в Венеции, построена в стиле раннего итальянского Возрождения. К церкви примыкает Скуола Кармини

## История
Первая церковь на этом месте была основана в 1125 году и называлась Санта-Мария-Ассунта (Вознесения Девы Марии). В 1348 году церковь была освящена. Братство кармелитов, которому церковь обязана своим названием, было официально основано в 1597 году и возникло из женской благотворительной организации мирянок «Pinzocchere dei Carmini». Члены этой ассоциации были тесно связаны с соседним монастырём кармелитов, поскольку шили монахам скапулярии (элемент монашеского одеяния).
Справа от здания церкви находится монастырский дворик — кьостро. Монастырь был перестроен в середине XVII века и упразднён Наполеоном в 1810 году. Колодец в середине двора датируется 1762 годом и интересен крестом ордена кармелитов.

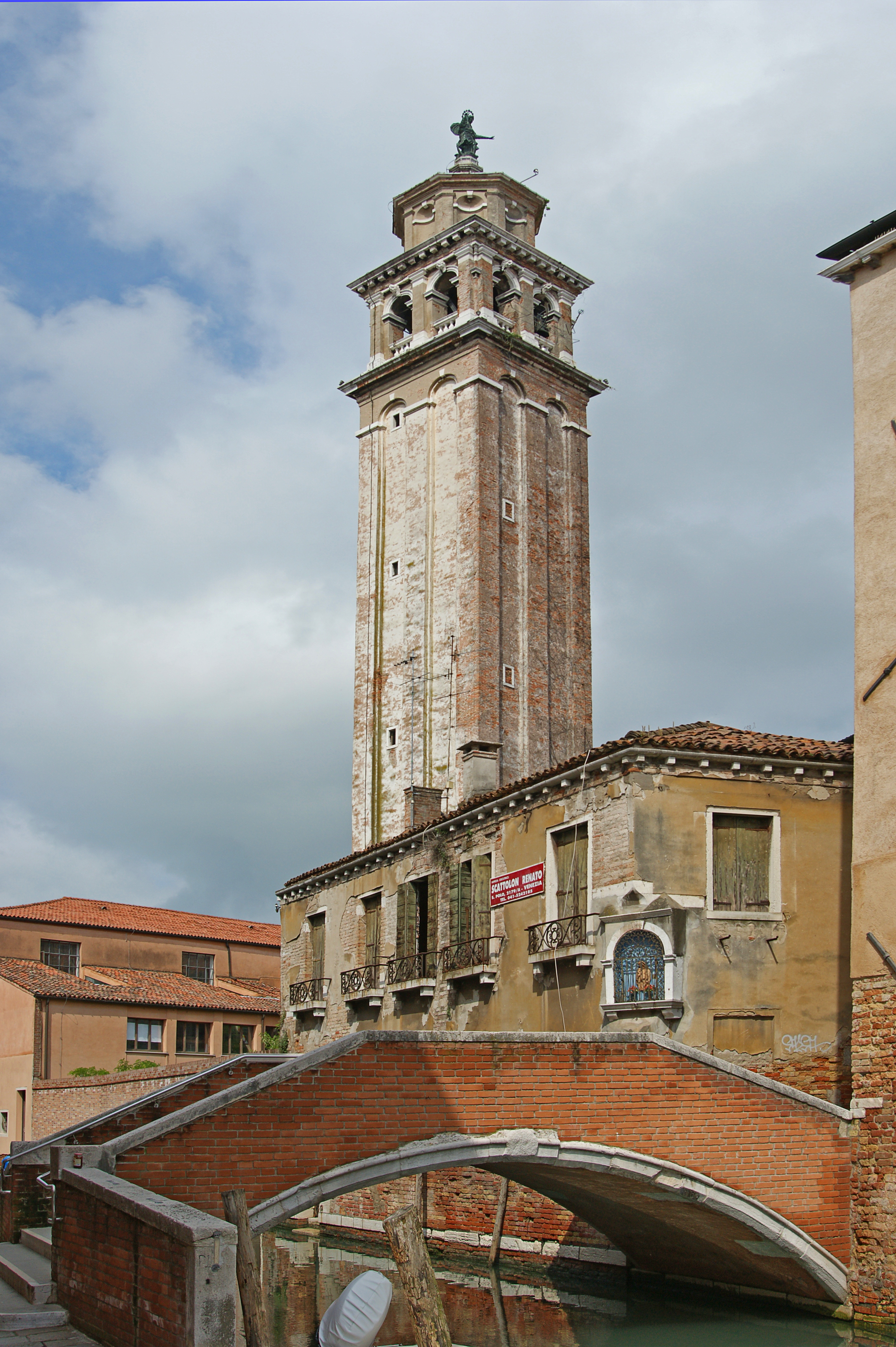
Колокольня (кампанила) церкви

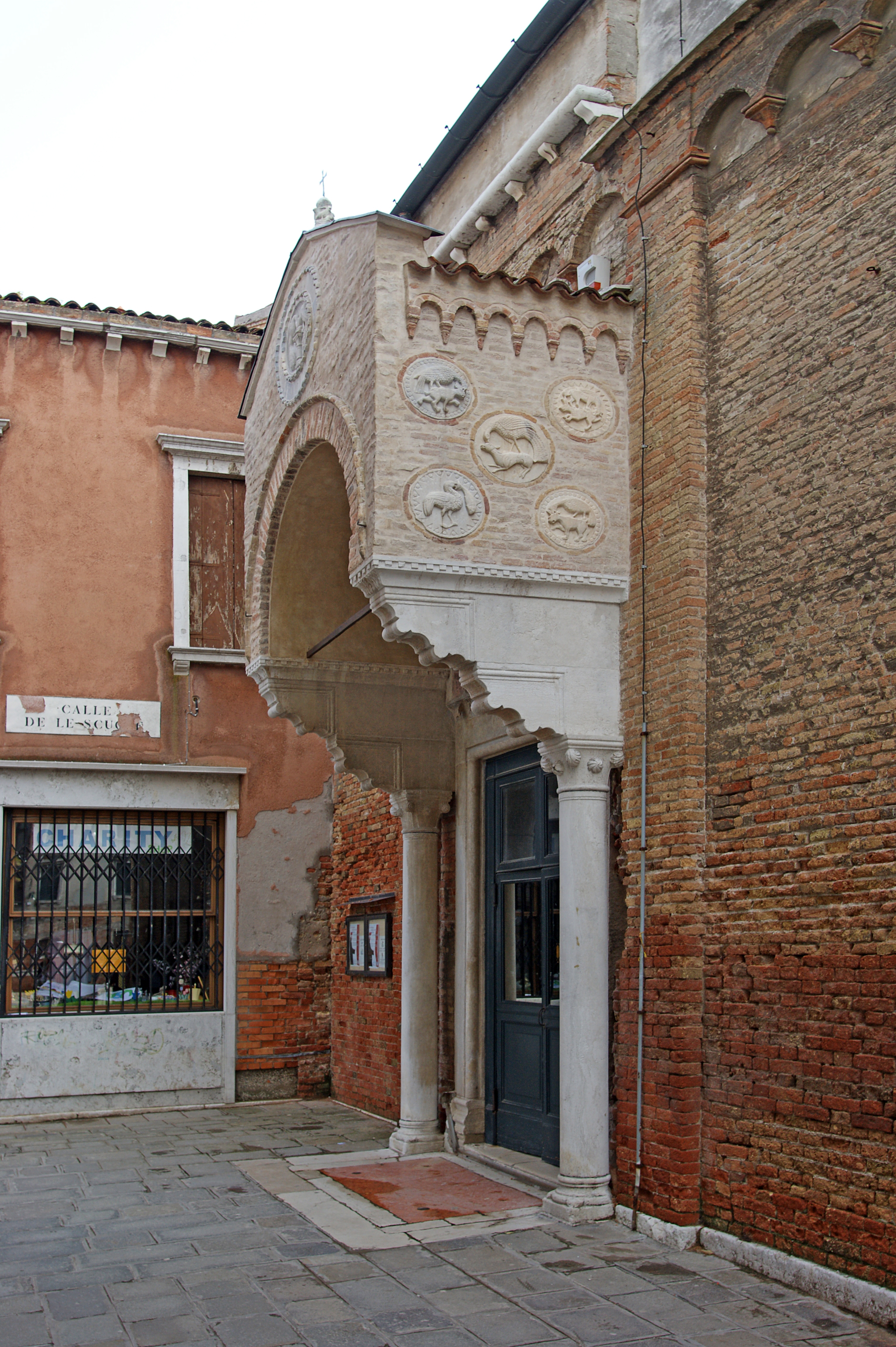
Вход в церковь с бокового фасада

## Архитектура
План церкви имеет форму удлинённой базилики с тремя нефами, трансептом и глубоким пресбитерием, по сторонам которого размещены капеллы. Кирпичный фасад с полуциркульными фронтонами был перестроен архитектором Себастьяно да Лугано (Себастьяно Мариани) из кантона Тичино, итальянской Швейцарии в 1507—1514 годах. Фасад украшен пятью скульптурами, вероятно, работы Джованни Буора ди Остено: Спасителя, Архангела Гавриила, Мадонны, а также святых Илии и Елисея, которые считаются основателями ордена кармелитов. Над порталом в нише мы видим статую XVII века: Мадонну с Младенцем. С левой стороны находится портал с портиком XIV века, украшенным пальметтами, патерами и панелями в стиле «византо-венето» (венецианско-византийском). Пресбитерий и две боковые апсиды также были перестроены Мариани между 1507 и 1514 годами с целью привести старый готический стиль в соответствие с новой эстетикой эпохи Возрождения.
Старинная квадратная в плане кампанила (колокольня) была построена в 1290 году. Она была повреждена землетрясениями в 1347, 1410 и 1511 годах. Последний удар стихии окончательно ослабил башню, и в том же году она была снесена. В 1520 году на её месте построено более высокое сооружение. Однако вскоре башня начала наклоняться из-за проседания фундамента, и в 1688 году основа кампанилы была укреплена Джузеппе Сарди. Когда в 1756 году в башню ударила молния, монахи, звоня в колокола, были так напуганы, что в бегстве один из них нечаянно ударился головой о стену и умер. Сейчас высота кампанилы составляет 66 метров. Она увенчана восьмиугольным навершием, на котором установлена статуя Мадонны-дель-Кармине, восстановленная в 1982 году Романо Вио после того, как оригинал был уничтожен молнией.

## Интерьер
Эпизоды из истории ордена кармелитов запечатлены на картинах главного нефа. Потолок украшает фреска Себастьяно Риччи «Прославление скапулярия» 1709 года. Отделочные работы были закончены Пьетро Бьянкини в дополнение к украшениям Аббондио Стацио. На фреске ангелы придерживают скапулярий, а надпись гласит, что он является святыней с горы Кармель.
Центральную апсиду украшают четыре больших картины, две из них: «Чудесный улов» (1548) и «Представление Иисуса в храме» (1541—1542) Якопо Тинторетто.
Церковь имеет несколько алтарей, расположенных в боковых апсидах и капеллах нефа. Над вторым алтарём находится картина «Рождество Христа со святыми» (1509—1511) работы Чимы да Конельяно, а в третьем алтаре справа — «Мадонна Кармело со святыми» (ок. 1597—1604) работы Паче Паче (Pace Pace). Статуи «Невинность» (слева) и «Смирение» (справа (1722—1773)) были завершены Антонио Коррадини и Джузеппе Торретти соответственно. Бронзовый ангел на балюстраде — работа Джироламо Кампаньи. Деревянное фронтальное изображение «Чуда Мадонны» (1724) было вырезано Франческо Бернадони, дарохранительница — Джованни Скальфаротто.
В третьей капелле слева находится барельеф «Оплакивание Христа» (около 1476) работы скульптора Франческо ди Джорджо Мартини. Напротив капеллы разместились картины Марко Вичентино, Якопо Пальмы Младшего и Гаспаро Дициани. Во втором алтаре находятся две статуи Елисея и Илии работы Томазо Руера. У Илии в руках огненный меч. Первый алтарь примечателен большой картиной «Святой Николай во славе» работы Лоренцо Лотто.
Верхний регистр нефа украшен 24 большими картинами периода 1666-1730-х годов работы Джованни Антонио Пеллегрини, Гаспаро Дициани, Джироламо Брусаферро и Пьетро Либери. Деревянные кресла хора, расположенные по двум сторонам пресбитерия, украшены тремя картинами Андреа Мельдолла (около 1545 года), а также скульптурами святых. На контрфасаде находится надгробный памятник работы Франческо Контина, посвященный Якопо Фоскарини, прокуратору Сан-Марко и адмиралу венецианского флота, чья семья проживала во дворце напротив фасада церкви, на другой стороне канала.

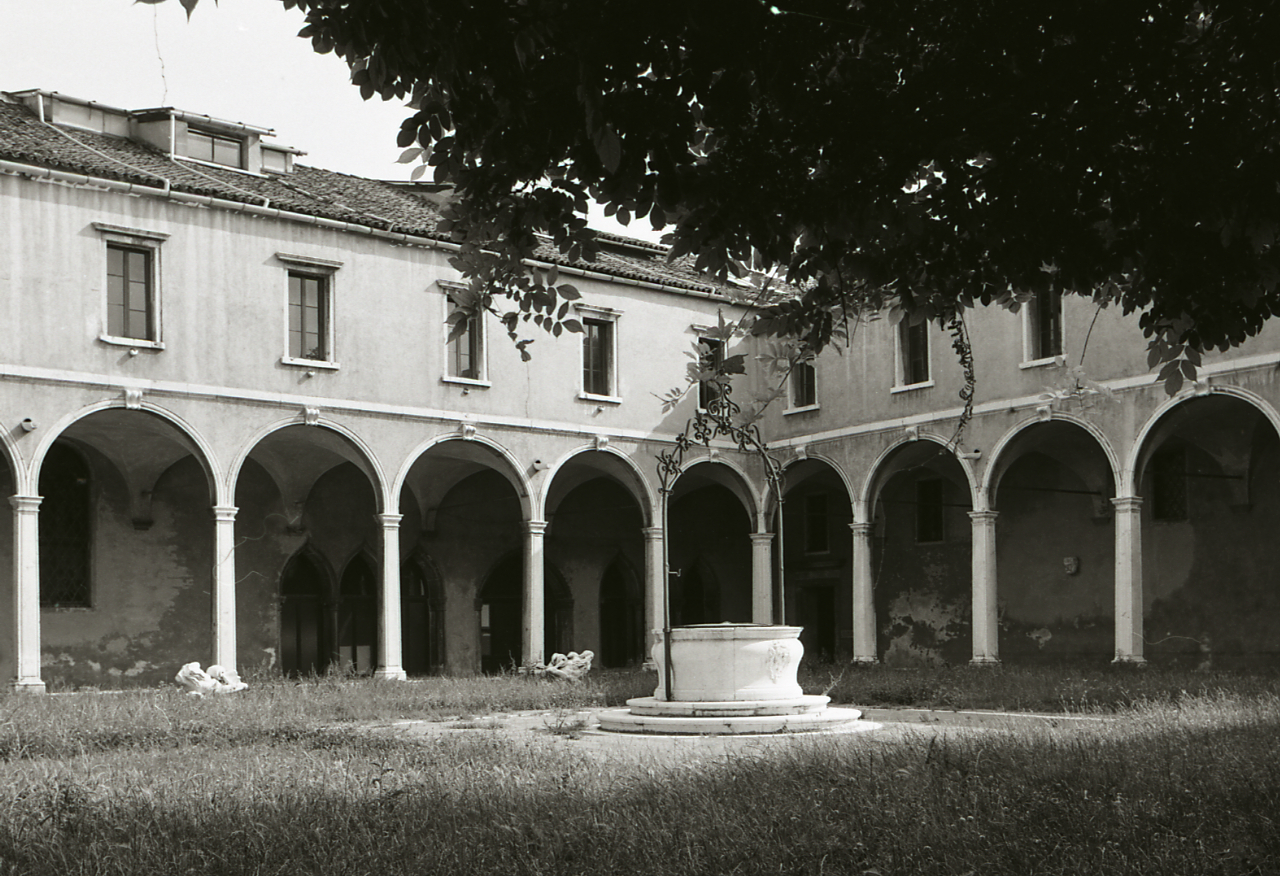
Кьостро монастыря. Фотография Монти, Паоло Паоло Монти. 1969
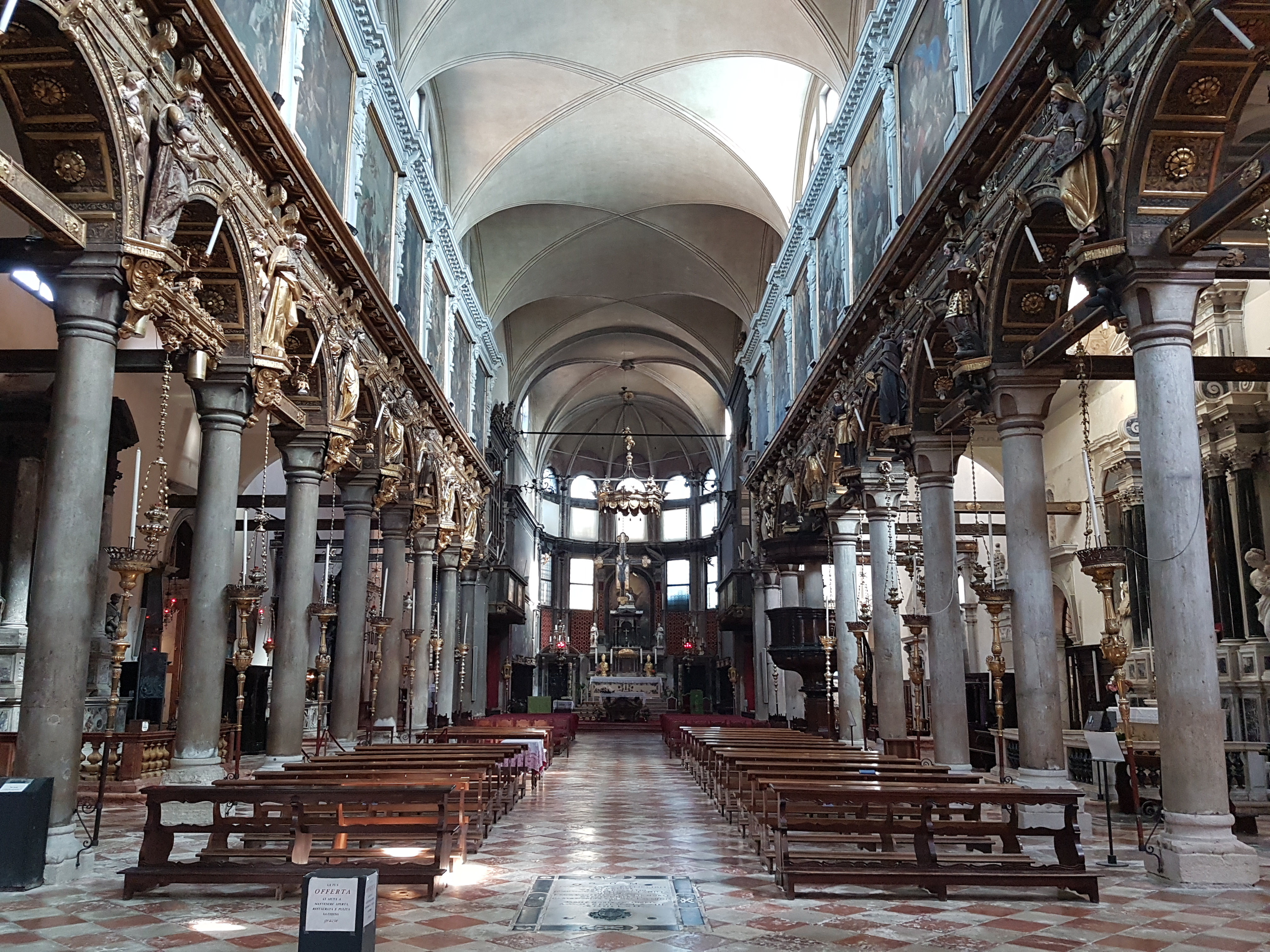
Интерьер церкви
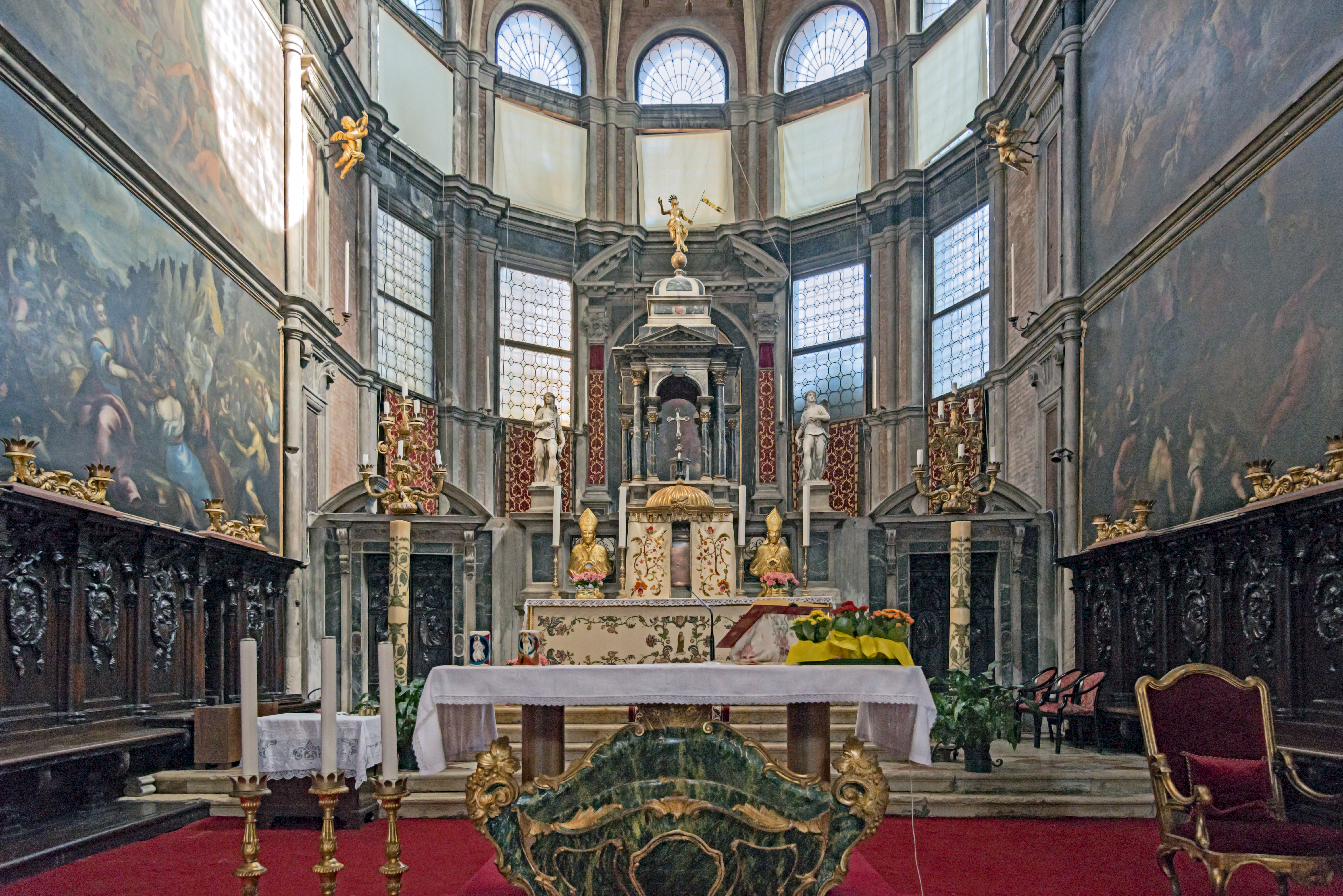
Главный алтарь
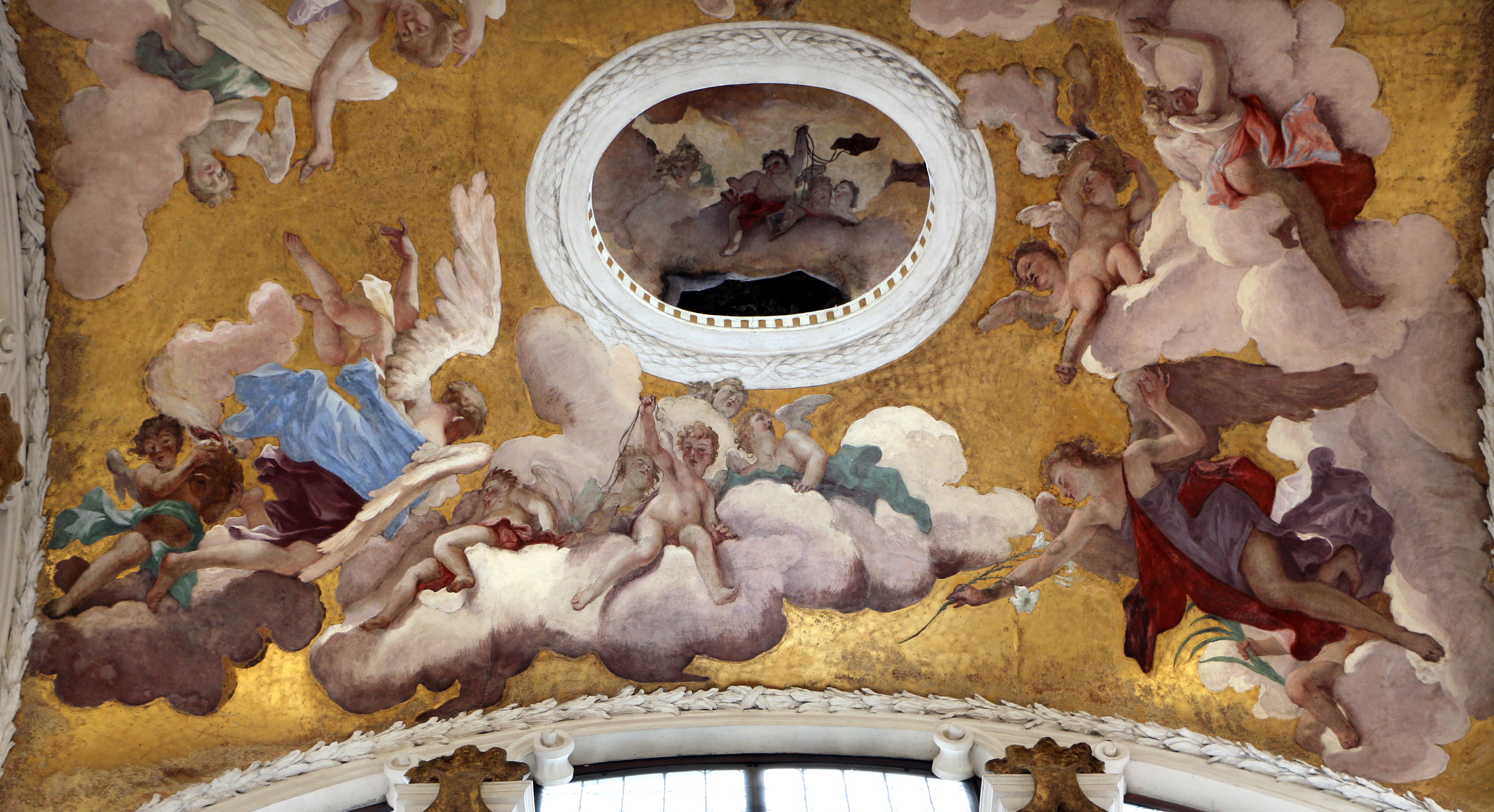
С. Риччи. Прославление скапулярия. 1709. Фреска плафона нефа
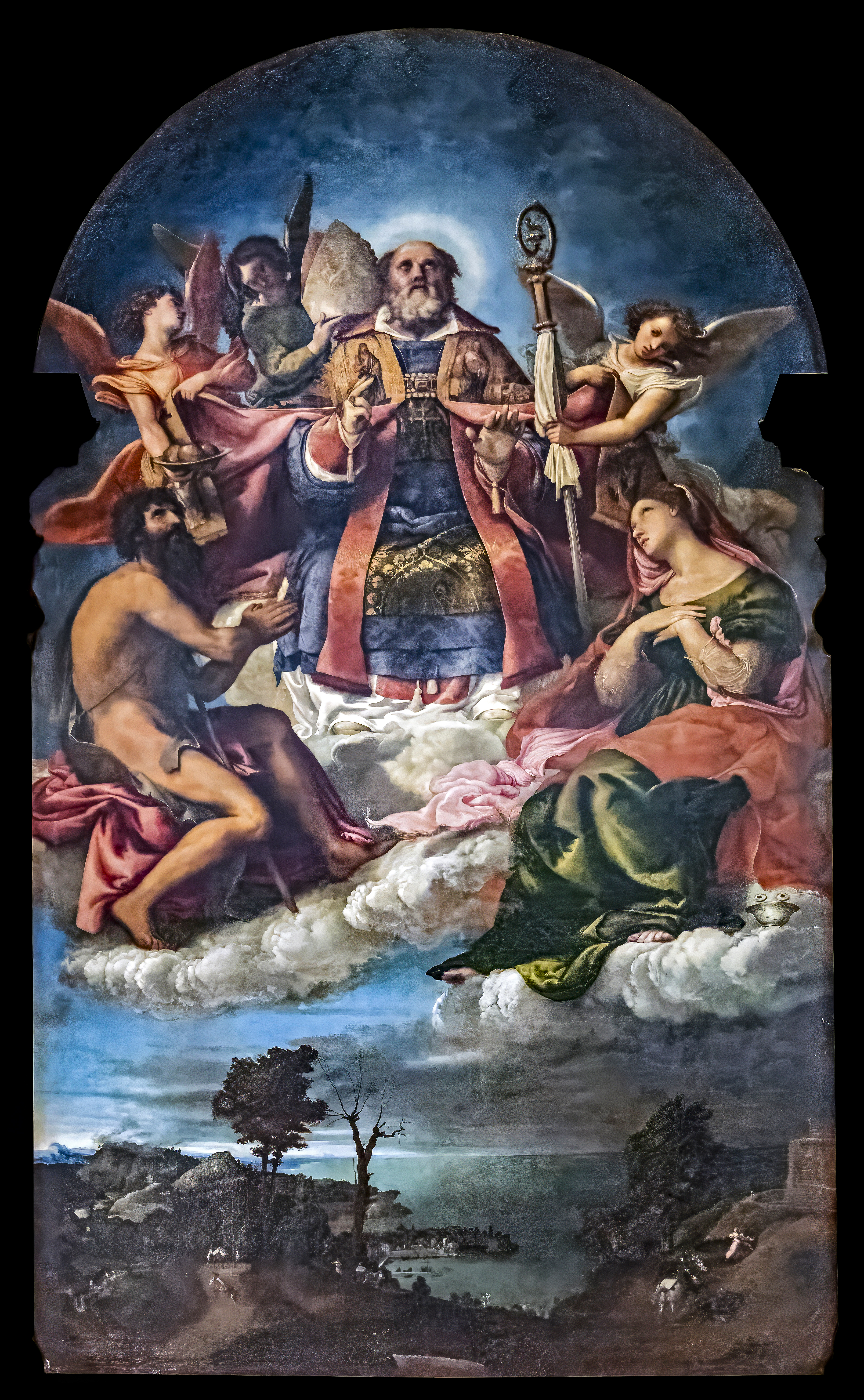
Лоренцо Лотто. Святой Николай во славе. Между 1527 и 1529. Холст, масло
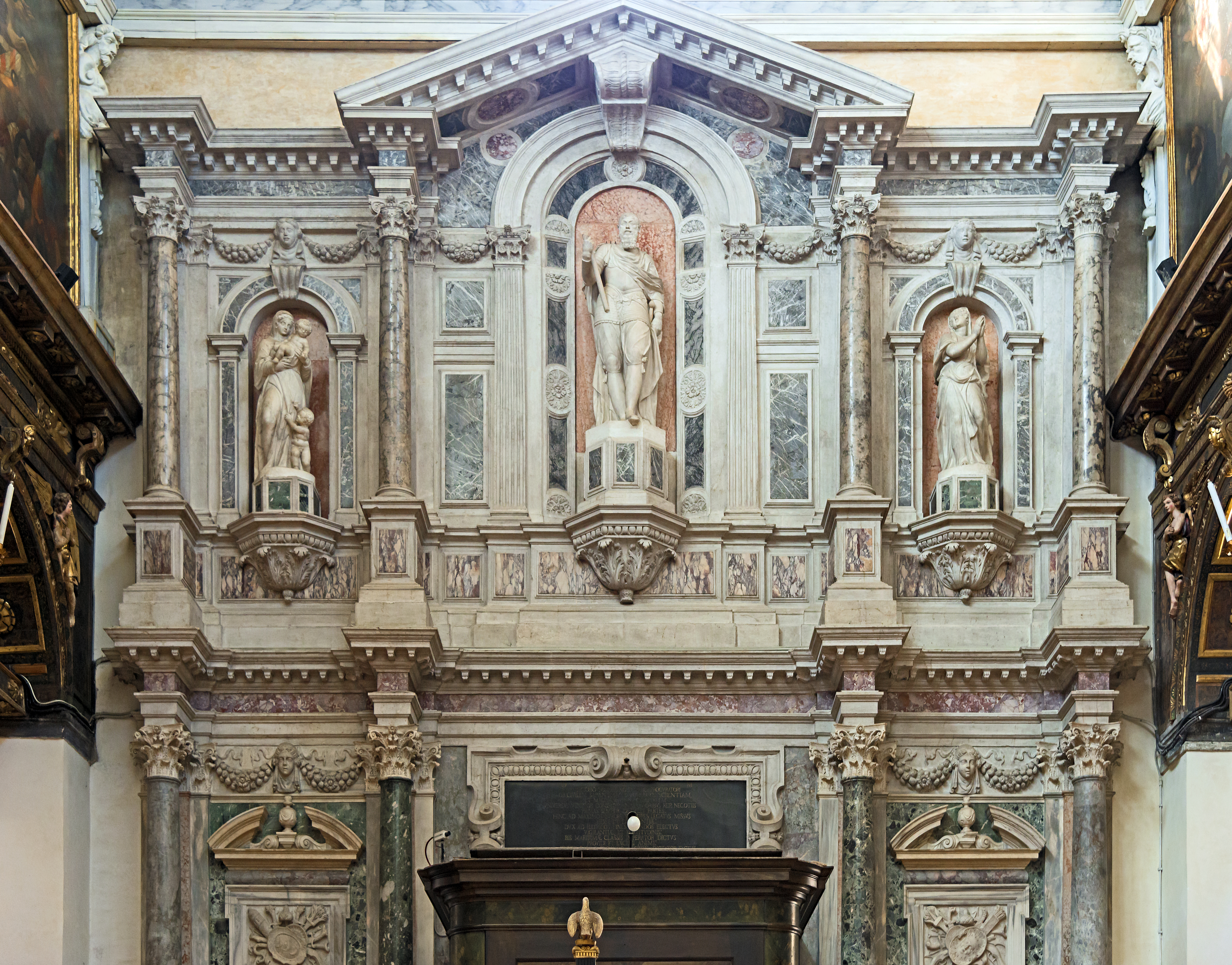
Контрфасад. Монумент Якопо Фоскарини
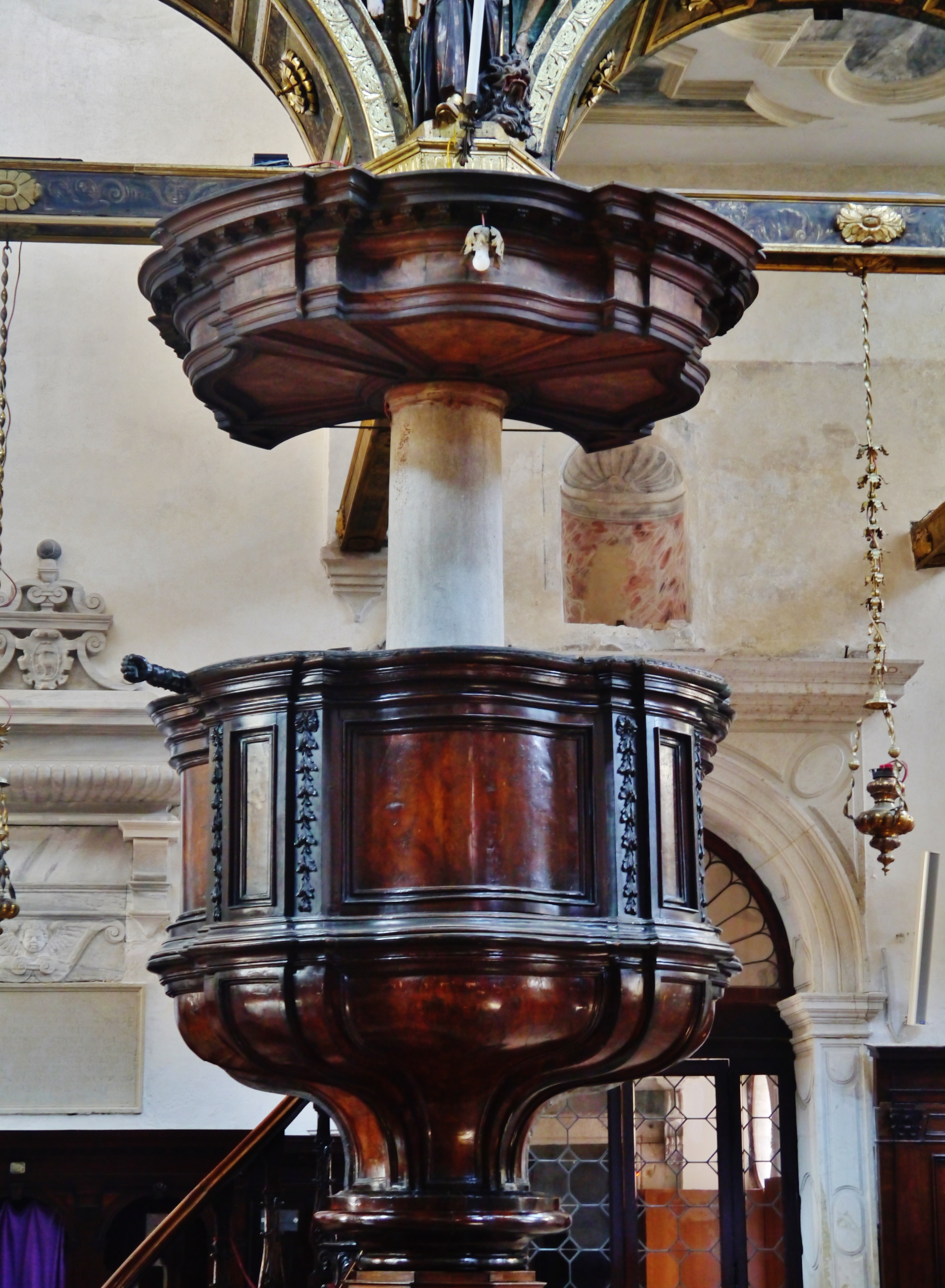
Кафедра

## В искусстве и массовой культуре
Церковь Санта-Мария-дей-Кармини изображена на картинах художников Джона Сарджента и Уолтера Сикерта.
Здание церкви можно увидеть в компьютерной игре Assassin's Creed II, действия которой развиваются в Италии конца XV века.